# DASH-IF
 (juin 2021).
Le DASH Industry Forum (DASH-IF) crée des directives d'interopérabilité sur l'utilisation de la norme de streaming MPEG-DASH, promeut et catalyse l'adoption de MPEG-DASH et aide à la transition d'une spécification à une véritable utilisation en entreprise. Il est formé par les principales sociétés de streaming et de médias, telles que Microsoft, Netflix, Google, Ericsson, Samsung et Adobe .

## Interopérabilité
L'un des principaux objectifs du DASH Industry Forum est d'atteindre l'interopérabilité des produits compatibles DASH sur le marché.
Le DASH Industry Forum a produit plusieurs documents en tant que directives de mise en œuvre :
- points d'interopérabilité DASH-AVC/264 V3.0 : mises à jour DRM, live amélioré, insertion d'annonces, événements, prise en charge H.265/HEVC, modes astuces, CEA608/708 ;
- points d'interopérabilité DASH-AVC/264 V2.0 : extensions audio HD et multicanaux ;
- points d'interopérabilité DASH-AVC/264 V1.0.

## Lecteur de référence open source
Le DASH Industry Forum fournit le lecteur MPEG-DASH open source dash.js.